# Plebiscito nazionale in Cile del 1989
Il plebiscito nazionale in Cile del 1989 fu un referendum costituzionale tenutosi in Cile il 30 luglio 1989.
Le proposte di modifica della costituzione cilena furono approvate dall'87,7% dei votanti.

## Contesto
Il 14 ottobre 1988, nove giorni dopo la vittoria del "No" nel plebiscito sulla continuità di Augusto Pinochet al potere, la Concertazione dei Partiti per la Democrazia indicò che avrebbe iniziato i colloqui per raggiungere un "Accordo nazionale per la democrazia e il consenso costituzionale", volto a generare riforme della Costituzione del 1980. Il 30 novembre, Rinnovamento Nazionale presentò la sua prima proposta di riforme costituzionali. In seguito, si sono tenute diverse riunioni tra i partiti politici e il governo per raggiungere un consenso sulle possibili riforme.
Il 28 aprile 1989, il ministro dell'Interno Carlos Cáceres Contreras presentò alla radio e alla televisione nazionale una prima bozza di riforme costituzionali, che fu respinta dalla Concertación il 2 maggio. Il dialogo fu sospeso per un breve periodo, e i colloqui ripresero il 12 maggio. Il 31 maggio Augusto Pinochet presentò alla televisione nazionale il progetto finale con 54 riforme della Costituzione, con l'approvazione della Concertación de Partidos por la Democracia. Il 15 giugno, con il decreto 939 del Ministero dell'Interno, il plebiscito fu ufficialmente convocato e la data fu fissata per domenica 30 luglio.
Dato che le riforme costituzionali erano state concordate tra il partito al potere e la Concertación de Partidos por la Democracia, praticamente tutti i partiti politici chiesero agli elettori di votare "Apruebo" nel plebiscito. Solo il Partito Socialista Cileno e il Partito del Sud chiesero un voto di "Rechazo". Il Movimento della Sinistra Rivoluzionaria e il Partito Comunista chiesero di annullare il voto.

## Proposte di modifica alla Costituzione
Se approvate, sarebbero state attuate 54 riforme costituzionali, tra cui la riforma del modo di riformare la Costituzione stessa, la restrizione delle disposizioni sullo stato di emergenza, l'affermazione del pluralismo politico, il rafforzamento dei diritti costituzionali nonché del principio democratico e partecipazione alla vita politica.
Gli unici partiti a sostenere un "no" sono stati il Partito del Sud e il Partito Socialista Cileno .

## Risultati
| Scelta                                  | voti      | %      |
| --------------------------------------- | --------- | ------ |
| Approvo                                 | 6.069.440 | 91,25  |
| Rifiuto                                 | 581.615   | 8,74   |
| Schede bianche/nulle                    | 431.024   | –      |
| Totale                                  | 7.082.079 | 100,00 |
| Elettori registrati/affluenza alle urne | 7.556.613 | 93,73  |
| Fonte: Servizio elettorale cileno.      |           |        |

### Per regione
| Regione | Regione                           | Approvo   | Approvo | Rifiuto | Rifiuto |
| Regione | Regione                           | voti      | %       | voti    | %       |
| ------- | --------------------------------- | --------- | ------- | ------- | ------- |
| I       | Tarapacá                          | 147.660   | 92,67   | 11,681  | 7,33    |
| II      | Antofagasta                       | 179,540   | 91,88   | 15.780  | 8,12    |
| III     | Atacama                           | 90,123    | 89,41   | 10.670  | 10,59   |
| IV      | Coquimbo                          | 201.925   | 88,49   | 26.269  | 11,51   |
| V       | Valparaíso                        | 666.412   | 92,52   | 53.907  | 7,48    |
| VI      | O'Higgins                         | 321.780   | 90,33   | 34,456  | 9,67    |
| VII     | Maule                             | 382.577   | 89,12   | 46.720  | 10,88   |
| VIII    | Biobio                            | 774.111   | 89,32   | 92.564  | 10,68   |
| IX      | Araucanía                         | 322.120   | 85,21   | 55.889  | 14,79   |
| X       | Los Lagos                         | 404,110   | 88,46   | 52.713  | 11,54   |
| XI      | Aysén                             | 32.473    | 89,69   | 3733    | 10,31   |
| XII     | Magellano e Antartide cilena      | 71.805    | 92,03   | 6222    | 7,97    |
| RM      | Regione Metropolitana di Santiago | 2.474.804 | 93,54   | 170.913 | 6,46    |
| Totale  | Totale                            | 6.069.440 | 91,25   | 581.615 | 8,74    |

## Conseguenze
Dopo l'approvazione degli emendamenti costituzionali, a dicembre si sono svolte le elezioni generali, in cui Patricio Aylwin fu eletto presidente con il 55% dei voti, mentre la Concertazione dei Partiti per la Democrazia ottenne la maggioranza dei seggi eletti in entrambe le camere del Congresso nazionale.
Pinochet lasciò l'incarico l'11 marzo 1990, trasferendo il potere al nuovo presidente eletto democraticamente.